# Я вас люблю (фильм, 1980)
«Я вас люблю» (фр. Je vous aime) — художественный фильм 1980 года режиссёра Клода Берри. Премьера фильма состоялась 17 декабря 1980 года во Франции.

## Сюжет
Фильм представляет собой летопись любовной жизни главной героини Алисы, красивой женщины средних лет. В рождественский вечер она собирает когда-то любимых ею мужчин (Симон, Патрик, Жульен), чтобы разобраться в своих чувствах и воспоминаниях. Расставаясь с одним своим мужчиной, она сразу попадала в объятия другого, один бурный роман следовал за другим, и героине никогда не удавалось остановиться и подумать. И вот, когда очередной роман с романтичным отцом-одиночкой Клодом подходит к логическому завершению, она решает на какое-то время остаться наедине с собой и разобраться в своих чувствах.

## В ролях
- Катрин Денёв — Алиса
- Жерар Депардьё — Патрик
- Серж Гинсбур — Симон
- Жан-Луи Трентиньян — Жульен
- Ален Сушон — Клод
- Кристиан Маркан — Виктор